# 蓮台寺駅

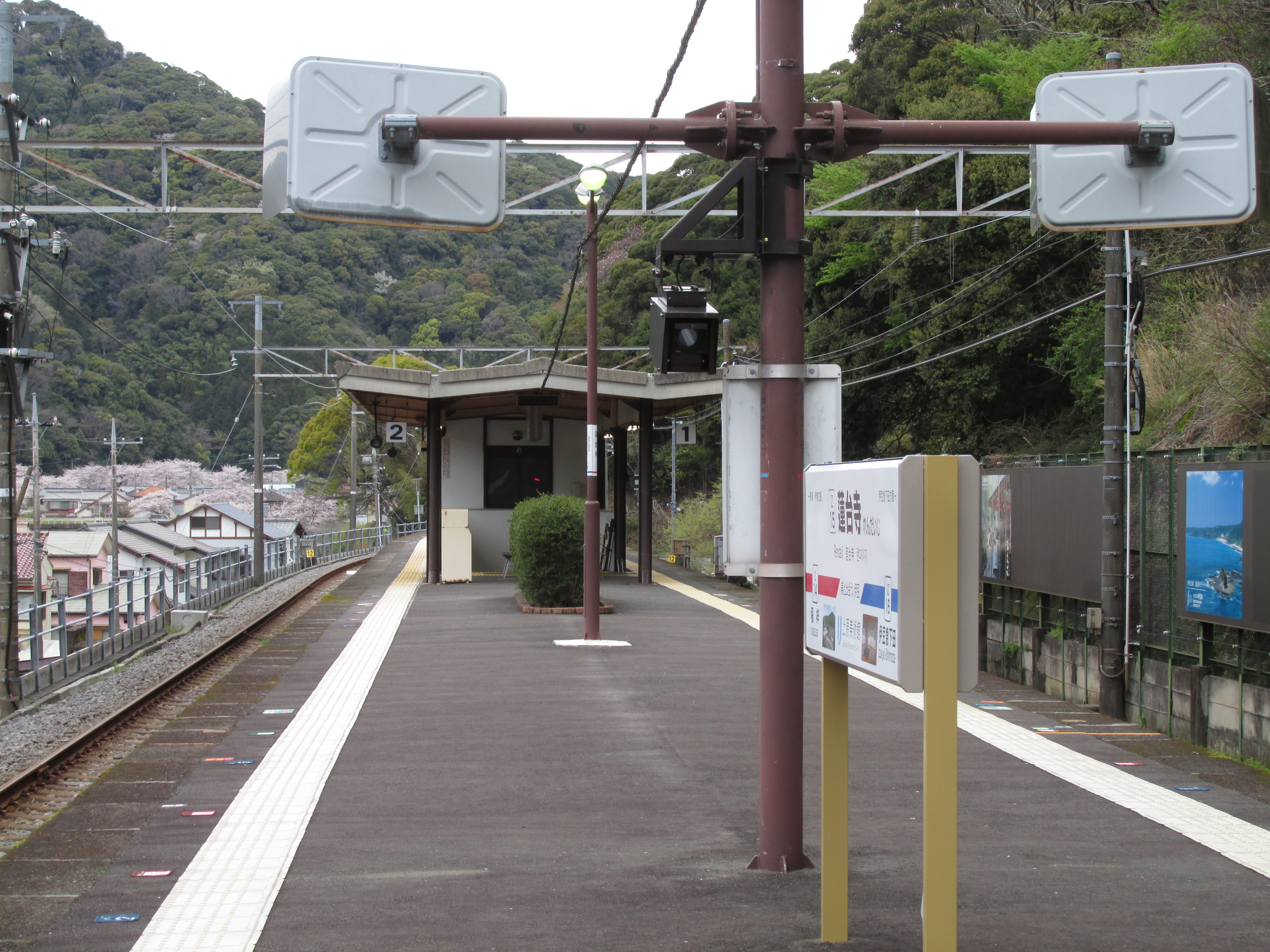
ホーム（2024年4月）

蓮台寺駅（れんだいじえき）は、静岡県下田市河内にある、伊豆急行伊豆急行線の駅である。駅番号はIZ15。

## 概要
当初は普通列車のみ停車する駅だったが、後に堂ヶ島行特急バスに接続するため、特急を含めた全列車が停車するようになった。しかし、特急からバスに乗換える客のほとんどは隣の伊豆急下田駅で乗換えるためか2007年（平成19年）よりスーパービュー踊り子号は当駅通過となり、さらに2009年（平成21年）には踊り子号も含めてすべての特急が通過するようになった。同時に指定席特急券等の販売は廃止された。

## 歴史
建設時の仮称駅名は「蓮台寺温泉駅」であった。
- 1961年（昭和36年）12月10日：開設。
- 1996年（平成8年）2月1日：特急全列車停車開始。堂ヶ島（伊豆半島西部）への連絡バスが運行。
- 2007年（平成19年）4月1日：スーパービュー踊り子号が通過となる。
- 2009年（平成21年）3月14日：踊り子号が通過となる。これにより当駅は、再び普通列車のみ停車となる。同時に指定席特急券等の販売廃止。
- 2021年（令和3年）1月16日：無人駅化[1]。
- 2022年（令和4年）9月28日：駅務室の一部を改装、コーヒースタンド&ナチュラルフードを扱ったNEED U蓮台寺駅店が開業。

## 駅構造
築堤上に島式ホーム1面2線を有する地上駅である。無人駅。

### のりば
| 番線 | 路線       | 方向 | 行先           | 備考            |
| ---- | ---------- | ---- | -------------- | --------------- |
| 1    | 伊豆急行線 | 下り | 伊豆急下田方面 | 一部列車は2番線 |
| 2    | 伊豆急行線 | 上り | 伊東・熱海方面 | 一部列車は1番線 |

駅舎反対側の1番線を主本線とした1線スルー構造となっており、通過列車は両方向共1番線を通過するのが基本である。停車列車は原則として方向別にホームを使い分けるが、通過列車待避の場合等、逆のホームに発着する列車もある。

### 構内
- Suica及びSuicaと相互利用可能なICカード（PASMO等）は、伊豆急行線内全駅で利用可能であるが、当駅にチャージ機は設置されず、チャージサービスには対応していない。

## 利用状況
- 2020年（令和2年）度の1日平均乗車人員は229人である。

近年の1日平均乗車人員の推移は以下の通り。
| 年度               | 1日平均 乗車人員 | 出典     |
| ------------------ | ---------------- | -------- |
| 1993年（平成05年） | 533              | [ * 1 ]  |
| 1994年（平成06年） | 508              | [ * 2 ]  |
| 1995年（平成07年） | 485              | [ * 3 ]  |
| 1996年（平成08年） | 562              | [ * 4 ]  |
| 1997年（平成09年） | 615              | [ * 5 ]  |
| 1998年（平成10年） | 633              | [ * 6 ]  |
| 1999年（平成11年） | 646              | [ * 7 ]  |
| 2000年（平成12年） | 590              | [ * 8 ]  |
| 2001年（平成13年） | 624              | [ * 9 ]  |
| 2002年（平成14年） | 605              | [ * 10 ] |
| 2003年（平成15年） | 581              | [ * 11 ] |
| 2004年（平成16年） | 600              | [ * 12 ] |
| 2005年（平成17年） | 649              | [ * 13 ] |
| 2006年（平成18年） | 653              | [ * 14 ] |
| 2007年（平成19年） | 402              | [ * 15 ] |
| 2008年（平成20年） | 460              | [ * 16 ] |
| 2009年（平成21年） | 435              | [ * 17 ] |
| 2010年（平成22年） | 418              | [ * 18 ] |
| 2011年（平成23年） | 390              | [ * 19 ] |
| 2012年（平成24年） | 385              | [ * 20 ] |
| 2013年（平成25年） | 392              | [ * 21 ] |
| 2014年（平成26年） | 395              | [ * 22 ] |
| 2015年（平成27年） | 384              | [ * 23 ] |
| 2016年（平成28年） | 394              | [ * 24 ] |
| 2017年（平成29年） | 386              | [ * 25 ] |
| 2018年（平成30年） | 358              | [ * 26 ] |
| 2019年（令和元年） | 333              | [ * 27 ] |
| 2020年（令和02年） | 229              | [ * 28 ] |

## 駅周辺
- 蓮台寺温泉
- 下田市立稲生沢小学校
- 静岡県立下田高等学校
- ハンディホームセンター下田店
- 国道414号
- 静岡県道118号蓮台寺本郷線
- 稲生沢川
- セブンイレブン 下田蓮台寺店

## バス路線
蓮台寺駅
- 東海バス
  - S37：蓮台寺 ※1日1本運転
  - W40：下田駅 / 堂ヶ島・宇久須

高根山口
- 東海バス
  - W40：下田駅

## 隣の駅
伊豆急行
 伊豆急行線
稲梓駅（IZ14） - 蓮台寺駅（IZ15） - 伊豆急下田駅（IZ16）

### 記事本文
1. 1 2  『駅の窓口営業形態の変更および終電時刻の繰上げ等につきまして』（PDF）（プレスリリース）伊豆急行、2020年12月18日。オリジナルの2020年12月20日時点におけるアーカイブ。2020年12月21日閲覧。
2. ↑  「伊豆急行で駅名改称」『交通新聞』交通協力会、1961年10月18日、1面。

### 利用状況
静岡県統計年鑑
1. ↑  静岡県統計年鑑1993（平成5年） (PDF)
2. ↑  静岡県統計年鑑1994（平成6年） (PDF)
3. ↑  静岡県統計年鑑1995（平成7年） (PDF)
4. ↑  静岡県統計年鑑1996（平成8年） (PDF)
5. ↑  静岡県統計年鑑1997（平成9年） (PDF)
6. ↑  静岡県統計年鑑1998（平成10年） (PDF)
7. ↑  静岡県統計年鑑1999（平成11年） (PDF)
8. ↑  静岡県統計年鑑2000（平成12年） (PDF)
9. ↑  静岡県統計年鑑2001（平成13年） (PDF)
10. ↑  静岡県統計年鑑2002（平成14年） (PDF)
11. ↑  静岡県統計年鑑2003（平成15年） (PDF)
12. ↑  静岡県統計年鑑2004（平成16年） (PDF)
13. ↑  静岡県統計年鑑2005（平成17年） (PDF)
14. ↑  静岡県統計年鑑2006（平成18年） (PDF)
15. ↑  静岡県統計年鑑2007（平成19年） (PDF)
16. ↑  静岡県統計年鑑2008（平成20年） (PDF)
17. ↑  静岡県統計年鑑2009（平成21年） (PDF)
18. ↑  静岡県統計年鑑2010（平成22年） (PDF)
19. ↑  静岡県統計年鑑2011（平成23年） (PDF)
20. ↑  静岡県統計年鑑2012（平成24年） (PDF)
21. ↑  静岡県統計年鑑2013（平成25年） (PDF)
22. ↑  静岡県統計年鑑2014（平成26年） (PDF)
23. ↑  静岡県統計年鑑2015（平成27年） (PDF)
24. ↑  静岡県統計年鑑2016（平成28年） (PDF)
25. ↑  静岡県統計年鑑2017（平成29年） (PDF)
26. ↑  静岡県統計年鑑2018（平成30年） (PDF)
27. ↑  静岡県統計年鑑2019（令和元年） (PDF)
28. ↑  静岡県統計年鑑2020（令和2年） (PDF)